# 세척병

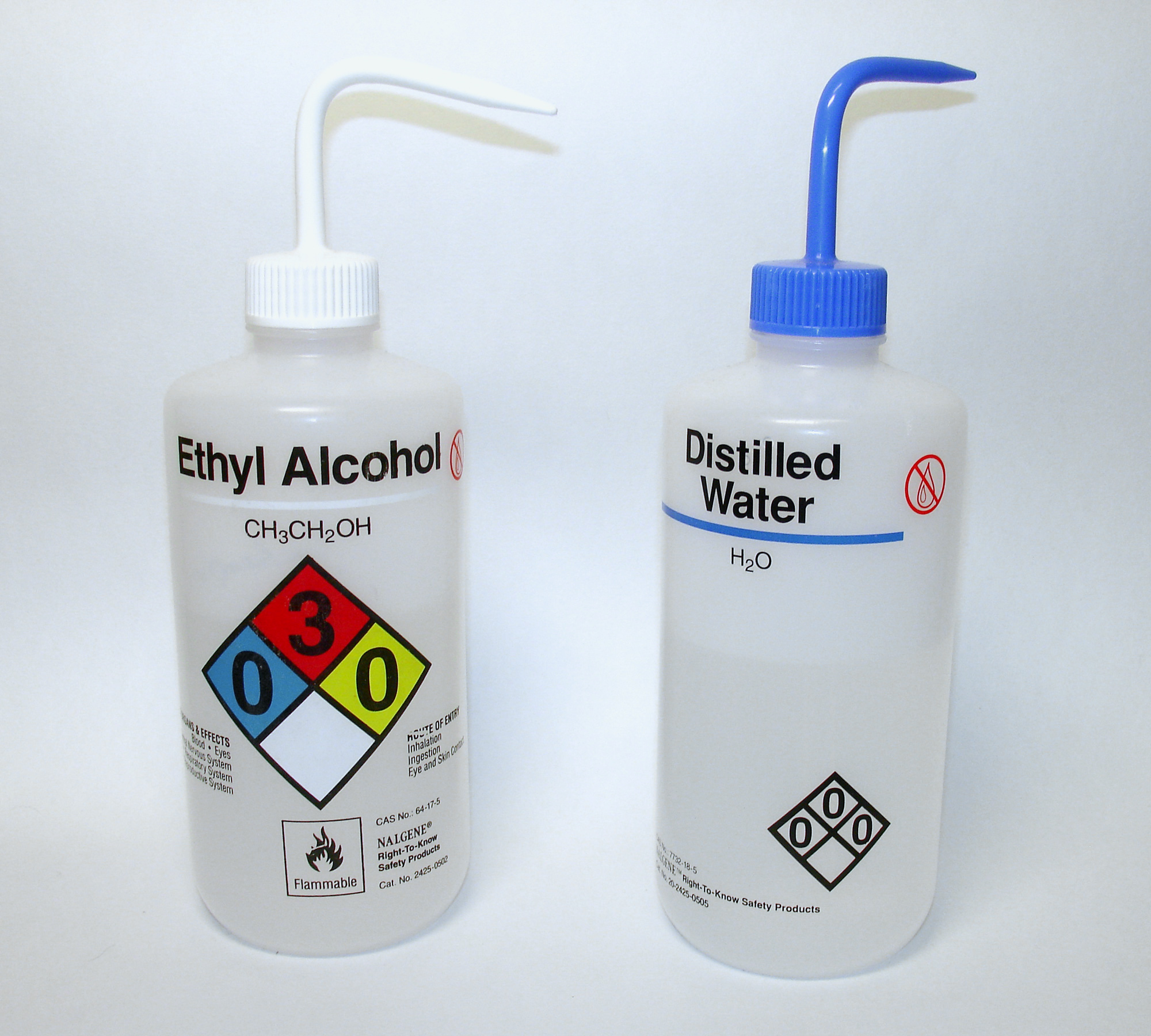
에탄올과 물을 위한 플라스틱 세척병

세척병(洗滌甁) 또는 워시 보틀(wash bottle)은 시험관, 둥근 바닥 플라스크 등 다양한 실험실 유리 제품을 헹구는 데 사용되는 노즐이 있는 스퀴즈 보틀이다.
세척병은 나사식 뚜껑으로 밀봉되어 있다. 병에 손으로 압력을 가하면 내부의 액체가 압력을 받아 노즐 밖으로 밀려나와 좁은 액체 흐름이 된다.
대부분의 세척병은 유연하고 내용제성이 강한 석유계 플라스틱인 폴리에틸렌으로 만들어진다. 대부분의 병에는 세워서 사용할 수 있는 내부 딥 튜브가 포함되어 있다.
수행할 작업에 따라 세척병에는 다양한 일반 실험실 용제 및 시약이 채워질 수 있다. 여기에는 탈이온수, 세제 용액 및 아세톤, 이소프로판올 또는 에탄올과 같은 린스 용매가 포함된다. 생물학 실험실에서는 불필요한 배양물을 소독하기 위해 차아염소산나트륨 용액을 세척병에 보관하는 것이 일반적이다.

## 색 코드
세척병의 내용물을 식별하는 데 사용되는 일관된 색상 코드 및 표시 세트가 있다. 빨간색은 아세톤, 흰색은 에탄올이나 하이포아염소산 나트륨, 증류수, 녹색은 메탄올, 노란색은 이소프로판올, 파란색은 증류수에 사용된다.

### 안전
안전 경고 라벨은 잠재적인 위험을 식별하는 데에도 사용된다. 에탄올이나 메탄올과 같이 증기압이 높은 시약을 사용하는 경우 작은 압력 방출 구멍이 캡에 통합되어 과도한 증기압을 방출하고 사용하지 않을 때 노즐을 통해 재료가 배출되는 것을 방지한다.